# Sabrina Vega
Sabrina Vega (Carmel (Nueva York), 24 de mayo de 1995) es una gimnasta artística estadounidense, campeona del mundo en el concurso por equipos en el Mundial de 2011.

## 2011
En el mundial celebrado en Tokio consiguió el oro en el concurso por equipos; Estados Unidos quedó por delante de Rusia y China, siendo sus cinco compañeras de equipo: Jordyn Wieber, McKayla Maroney, Aly Raisman, Gabby Douglas y Alicia Sacramone.